# Michael A. Arbib
Michael Anthony Arbib (Inglaterra, 28 de mayo de 1940) es un informático teórico británico, profesor de la cátedra Fletcher Jones de Informática, así como profesor de Ciencias Biológicas, Ingeniería Biomecánica, Ingeniería Eléctrica, Neurociencia y Psicología en la Universidad del Sur de California (USC), en Estados Unidos. 
Como neurocientífico teórico y científico de ordenadores, Arbib sostiene que si se deducen los principios operativos del cerebro desde un punto de vista computacional, podremos aprender más sobre cómo funciona el cerebro y también adquirir herramientas para poder construir máquinas con capacidad de aprender. Arbib es un autor prolífico y ha escrito o editado más de 30 libros y muchos artículos de investigaciones científicas. Su trabajo ha sido extremadamente influyente en el campo de la neurociencia computacional.

## Biografía
Arbib estudió en Nueva Zelanda y en el ''Scots College'' en Sídney, Australia; fue Capitán de Debate (en un equipo que incluía a Tony Rae, más tarde Director de la Universidad de Newington), campeón de la Competición ''Royal Empire Society Public Speaking'', Editor, y Prefect, compartiendo el año con los australianos Ken Catchpole (Rugbi) & Tony Coote (Empresario). En 1957 fue Co-Dux del College (con M. M. Lawrie Y C. J . Magarey), y ganador del Premio Barker por ser primero en las competencias del Estado en Matemáticas. En 1960 obtiene su BS en la Universidad de Sídney.
Arbib recibió su Ph.D. en Matemáticas del Instituto de Massachusetts de Tecnología en 1963. Sus consejeros académicos fueron Norbert Wiener, el fundador de la cibernética, y Henry P. McKean, Jr. Como estudiante, también trabajó con Warren McCulloch, el co-inventor de la red neuronal artificial y de la máquina de estado finito.  Después de un breve postdoctorado con Rudolf Kalman, Arbib pasó cinco años como profesor ayudante en Stanford, antes de fundar el Departamento de Computación y Ciencia de Información en la Universidad de Massachusetts Amherst en 1970. Arbib estuvo en el departamento hasta 1986, cuando se unió a la Universidad de California Del sur.
Con Richard Didday, desarrolló una de las primeras redes neuronales "winner-take-all" en 1970. Más recientemente, junto con Giacomo Rizzolatti director dl equipo de investigación que descubrió las neuronas espejo, propuso un enlace evolutivo entre neuronas especulares, imitación, y la evolución de la lengua.

## Obras
- Cerebros, Máquinas y Matemática (1964, 1987) ISBN 0-387-96539-4
- Teoría algebraica de Máquinas, Lenguas y Semigrupos (enero, 1968) ISBN 0-12-059050-6
- El cerebro metafórico (Wiley, 1972) ISBN 0-471-03249-2
- Teoría de sistema. Un unificado estatal-aproximación espacial (Saunders, 1974) por Louis Padulo, Michael Un. Arbib
- Ordenadores y el Cybernetic Sociedad (1984)
- En Búsqueda de la Persona: Exploraciones Filosóficas en Ciencia Cognitiva (1 de noviembre de 1985)
- Aproximaciones algebraicas para Programar Semantics (Textos y Monografías en Informática) por Ernest G. Melenas, Michael Un. Arbib (1 de agosto de 1986)
- La Construcción de Realidad (Cambridge Estudios en Filosofía) por Michael Un. Arbib, Mary B. Hesse (28 de noviembre de 1986)
- Cerebros, Máquinas y Matemática 2.º ed. Por Michael Un. Arbib (1 de noviembre de 1987)
- Interacciones dinámicas en Redes Neuronales: Modelos y Dato (Notas de Búsqueda en Informática Neuronal) por Michael Un. Arbib, Rehuir-Ichi Amari (1 de enero de 1989)
- Visión, Cerebro, y Computación Cooperativa por Michael Un. Arbib (Editor), Allen R. Hanson (Editor) (24 de enero de 1990)
- Natural y Computación Paralela Artificial por Michael Un. Arbib (Editor), J. Alan Robinson (Editor) (Hardcover - 21 de diciembre de 1990)
- Neurociencia: De Redes Neuronales a Inteligencia Artificial : Proceedings de unos EE.UU.-Seminario de México Aguantado en la Ciudad de Xalapa en el Estado de Verac (Notas de Conferencia en Matemáticas) por Pablo Rudomin, et al. (1 de junio de 1993)
- Organización neuronal: Estructura, Función, y Dinámica por Michael Un. Arbib, Péter Érdi y János Szentágothai et al. (31 de octubre de 1997)
- Neurociencia y la Persona: Perspectivas Científicas en Acción Divina (Perspectivas Científicas en Serie de Acción Divina) por Robert J. Russell, et al. (1 de enero de 2000)
- Computando el Cerebro: Una Guía a Neuroinformatics por Michael Arbib, Jeffrey S. Grethe (Marcha 15, 2001)
- La Lengua de Simulacro Neuronal: Un Sistema para @Modeling de Cerebro por Alfredo Weitzenfeld, et al. (1 de julio de 2002)
- El Manual de Teoría de Cerebro y Redes Neuronales: 2.ª Edición por Michael Un. Arbib (Editor) (15 de noviembre de 2002)
- Quién Necesita Emociones: El Cerebro Conoce el Robot (Serie en Ciencia Afectiva) por Jean-Marc Fellous, et al. (28 de octubre de 2004)
- Allende el Espejo: Biología y Cultura en la Evolución de Cerebro y Lengua (junio de 2005) ISBN 0-19-514993-9
- Estructuras visuales y Funciones Integradas (Notas de Búsqueda en Informática Neuronal, Ningún 3) por Michael Un. Arbib, Jorg-Peter Ewert
- Visuomotor Coordinación: Anfibios, Comparaciones, Modelos, y Robots por Jorg Peter Ewert, Michael Un. Arbib
- El Cerebro Metafórico 2: Redes Neuronales y Más allá por Michael B. Arbib
- Introducción a Teoría de Lengua Formal (Textos y Monografías en Informática) por Robert N. Moll, et al.
- De Schema Teoría a Lengua por Michael Un. Arbib, et al.
- Adaptive Control de Enfermo-Definió Sistemas (Serie de Conferencia de la OTAN. II, Ciencia de Sistemas, V. 16) por Instituto de Búsqueda Adelantado DE LA OTAN en Adaptive Control de Enfermo-Definió sistemas
- Programando Aproximación a Computabilidad (El Akm Serie en Informática Teórica) por Un. J. Kfoury, et al.
- Modelos neuronales de Procesos de Lengua (Perspectivas en neurolinguistics, neuropsicología, y psycholinguistics)
- Una Base para Informática Teórica (Serie de Salmer en Estadísticas) por Michael Un. Arbib
- Flechas, Estructuras, y Functors: El Categórico Imperativo
- Teorías de abstractos automata (Prentice-serie de Sala en computación automática)